# 塞讷 (加尔省)
塞讷（法語：Seynes，法語發音：[sɛn]）是法国加尔省的一个市镇，属于阿莱斯区。

## 地理
塞讷（44°6'59"N, 4°17'0"E）面积14.33 平方千米，位于法国奧克西塔尼大區加尔省，该省份为法国南部沿海省份，南端濒地中海，北起顺时针与阿尔代什省、沃克吕兹省、罗讷河口省、埃罗省、阿韦龙省和洛泽尔省接壤。
与塞讷接壤的市镇（或旧市镇、城区）包括：艾加利耶、贝尔韦泽、布凯、布鲁泽莱萨莱斯、圣瑞斯特和瓦基耶尔。

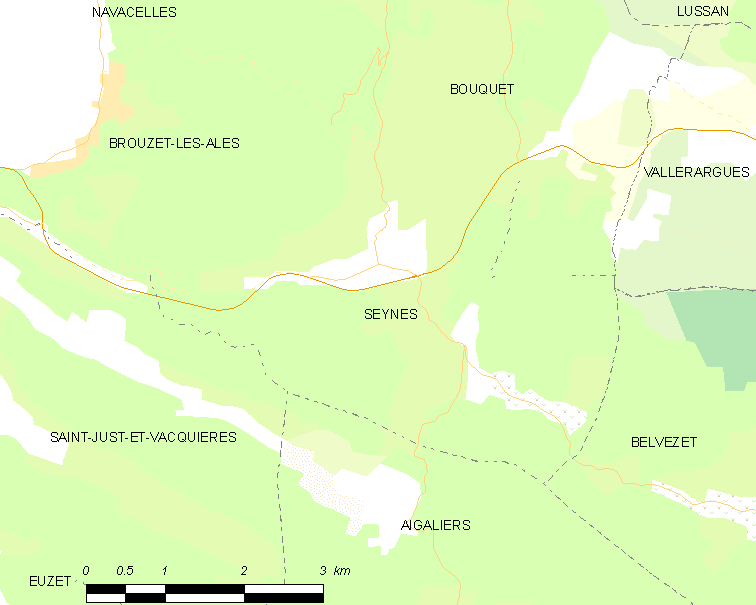
的OSM定位图

塞讷的时区为UTC+01:00、UTC+02:00（夏令时）。

## 行政
塞讷的邮政编码为30580，INSEE市镇编码为30320。

## 政治
塞讷所属的省级选区为阿莱斯第二县。

## 人口

1962-2008年间人口变化图示

塞讷于2022年1月1日时的人口数量为172人。